# Georg Andreas Kraft
Georg Andreas Kraft (* um 1660 in Nürnberg; † 1. Dezember 1726 in Kaster) (auch Crafft, von Crafft, Krafft u. ä.) war ein deutscher Barockkomponist.
Kraft ist seit 1679 in Düsseldorf nachweisbar. Der Pfalz-Neuburger Erbprinz Johann Wilhelm schickte den jungen Kraft zur musikalischen Weiterbildung nach Rom zu Corelli. Beim Ausbau der kurpfälzischen Kapelle in Düsseldorf fiel Kraft als Konzertmeister eine maßgebliche Rolle zu. Mit den Kapellmeistern Sebastiano Moratelli (1640–1706) und besonders mit Johann Hugo von Wilderer verband ihn enge Freundschaft, die in beiden Fällen auch im musikalischen Schaffen Ausdruck fand. Vor 1700 wurde Kraft als Vogt in Kaster eingesetzt, wenig später zum Hofkammerrat ernannt. In erster Ehe war er mit Anna Maria Müllers aus Düsseldorf verheiratet. Seine zweite Frau, Johanna Margaretha, war eine Tochter des kurpfälzischen Oberkriegskommissars Peter Dietrich von Schönebeck. Sie brachte zwölf Kinder zur Welt. Sein Sohn Sebastian Johannes (* 1692) wurde 1722 Nachfolger des Vaters als Vogt zu Kaster. 1711 zog der Concertenmeister Crafft mit der kurpfälzischen Kapelle zur Kaiserkrönung Karls VI. nach Frankfurt am Main. 1713 war er bei Wilderers Oper Amalasunta nicht mehr beteiligt; offenbar hatte er sich von den kompositorischen Verpflichtungen gelöst. Auch das Konzertmeisteramt legte er nieder. Als nach dem Tode Johann Wilhelms 1716 ein großer Teil der Düsseldorfer Musiker ihrem neuen Fürsten Karl Philipp nach Heidelberg und Mannheim folgte, blieb Kraft in Kaster, um hier seinen Lebensabend zu verbringen. 
Zu seinen Werken gehören Ouvertüren und Ballette zu Düsseldorfer Opernaufführungen sowie eine – heute nicht nachweisbare – Kammersonate, die 1714 in Amsterdam von Estienne Roger gedruckt wurde. Als Konzertmeister des kurpfälzischen Orchesters steht Kraft am Anfang der Reihe, die über Gottfried Finger und den Lautenisten Johann Sigismund Weiss (1690–1737, Bruder von Silvius Leopold Weiss) zu Johann Stamitz führt. Der italienische Librettist Giorgio Maria Rapparini, um 1685–1716 in Düsseldorf nachweisbar, stellt den Komponisten Kraft mit Wilderer auf eine Stufe.